# Raja Casablanca in het seizoen 2017/18
In het seizoen 2017/18 komt Raja Casablanca uit in de Botola Maroc Telecom. Ook doet Raja dit seizoen mee in de toernooien om de Coupe du Trône en de CAF Confederation Cup. Vanwege de derde plaats in het seizoen 2016/17 speelt Raja dit seizoen continentaal voetbal.

## Selectie 2017/18
| Nr.           | Nat.                                   | Naam                 | Competitie | Competitie | Beker      | Beker      | CAF CC     | CAF CC     | Totaal     | Totaal     | Geb. Datum        | Vorige club           |
| Nr.           | Nat.                                   | Naam                 | W          |            | W          |            | W          |            | W          |            | Geb. Datum        | Vorige club           |
| Doelmannen    | Doelmannen                             | Doelmannen           | Doelmannen | Doelmannen | Doelmannen | Doelmannen | Doelmannen | Doelmannen | Doelmannen | Doelmannen | Doelmannen        | Doelmannen            |
| ------------- | -------------------------------------- | -------------------- | ---------- | ---------- | ---------- | ---------- | ---------- | ---------- | ---------- | ---------- | ----------------- | --------------------- |
| 1             | Vlag van Marokko                       | Anas Zniti           | 26         | 0          | 8          | 0          | 6          | 0          | 40         | 0          | 28 oktober 1988   | FAR Rabat             |
| 12            | Vlag van Marokko                       | Mohamed Chennouf     | 0          | 0          | 0          | 0          | 0          | 0          | 0          | 0          | 14 mei 1995       | Eigen jeugd           |
| 22            | Vlag van Marokko                       | Amine Zaid           | 0          | 0          | 0          | 0          | 0          | 0          | 0          | 0          | 22 juni 1996      | Eigen jeugd           |
| 88            | Vlag van Marokko                       | Mohamed Bouamira     | 5          | 0          | 1          | 0          | 0          | 0          | 6          | 0          | 21 februari 1988  | Chabab Rif Al Hoceima |
| Verdedigers   |                                        |                      |            |            |            |            |            |            |            |            |                   |                       |
| 2             | Vlag van Marokko                       | Mohamed Douik        | 8          | 0          | 0          | 0          | 2          | 0          | 10         | 0          | 26 juni 1998      | Eigen jeugd           |
| 5             | Vlag van Marokko                       | Ismail Benlamaalem   | 8          | 0          | 0          | 0          | 0          | 0          | 8          | 0          | 9 april 1988      | Ittihad Tanger        |
| 13            | Vlag van Marokko                       | Badr Benoun          | 24         | 5          | 7          | 0          | 5          | 1          | 35         | 6          | 30 september 1993 | Eigen jeugd           |
| 16            | Vlag van Marokko                       | Mohamed Oulhaj       | 17         | 0          | 7          | 0          | 2          | 0          | 26         | 0          | 6 januari 1988    | Eigen jeugd           |
| 20            | Vlag van Marokko                       | Abdeljalil Jbira     | 22         | 0          | 5          | 0          | 6          | 0          | 33         | 0          | 14 maart 1990     | Kawkab Marrakech      |
| 21            | Vlag van Marokko                       | Adil Karrouchy       | 6          | 0          | 5          | 0          | 0          | 0          | 11         | 0          | 23 november 1982  | Difaa El Jadida       |
| 25            | Vlag van Marokko                       | Omar Boutayeb        | 25         | 0          | 5          | 0          | 6          | 0          | 36         | 0          | 10 mei 1994       | Eigen jeugd           |
| 26            | Vlag van Marokko                       | Mohamed Khaldane     | 9          | 1          | 3          | 0          | 4          | 1          | 16         | 3          | 27 juni 1997      | Eigen jeugd           |
| 55            | Vlag van Marokko                       | Abderrahim Achchakir | 27         | 3          | 8          | 0          | 6          | 0          | 41         | 3          | 15 december 1986  | FAR Rabat             |
| Middenvelders |                                        |                      |            |            |            |            |            |            |            |            |                   |                       |
| 4             | Vlag van Marokko                       | Zakaria Lahlahi      | 1          | 0          | 2          | 0          | 0          | 0          | 3          | 0          | 24 november 1990  | Chabab Rif Al Hoceima |
| 6             | Vlag van Marokko                       | Saad Lakohal         | 7          | 0          | 0          | 0          | 6          | 0          | 13         | 0          | 5 april 1998      | Eigen jeugd           |
| 14            | Vlag van Congo-Kinshasa                | Lema Mabidi          | 24         | 2          | 9          | 0          | 6          | 1          | 39         | 3          | 11 juni 1993      | Club Sportif Sfaxien  |
| 17            | Vlag van Marokko                       | Mounir Obbadi        | 14         | 0          | 0          | 0          | 3          | 0          | 17         | 0          | 4 april 1983      | OGC Nice              |
| 18            | Vlag van Marokko                       | Abdelilah Hafidi     | 18         | 2          | 7          | 1          | 4          | 1          | 29         | 4          | 30 januari 1992   | Eigen jeugd           |
| 28            | Vlag van Marokko                       | Abdelkarim Namani    | 0          | 0          | 1          | 0          | 0          | 0          | 1          | 0          | .. .. ....        | Eigen jeugd           |
| 30            | Vlag van Marokko                       | Abdeladim Khadrouf   | 14         | 1          | 0          | 0          | 5          | 0          | 19         | 1          | 3 januari 1985    | Wydad Casablanca      |
| 96            | Vlag van Marokko                       | Walid Sabbar         | 6          | 0          | 4          | 0          | 0          | 0          | 10         | 0          | 25 februari 1996  | Eigen jeugd           |
| Aanvallers    |                                        |                      |            |            |            |            |            |            |            |            |                   |                       |
| 3             | Vlag van Marokko                       | Hamza Toumi          | 5          | 0          | 3          | 0          | 0          | 0          | 8          | 0          | 6 januari 1995    | Eigen jeugd           |
| 7             | Vlag van Marokko                       | Zakaria Hadraf       | 28         | 1          | 9          | 3          | 6          | 1          | 43         | 5          | 24 september 1990 | Difaa El Jadida       |
| 9             | Vlag van Marokko                       | Mouhcine Iajour      | 29         | 17         | 9          | 5          | 6          | 3          | 44         | 24         | 14 juni 1985      | Al-Khor               |
| 15            | Vlag van Marokko                       | Hassan Bouain        | 1          | 0          | 0          | 0          | 0          | 0          | 1          | 0          | 24 april 1999     | Eigen jeugd           |
| 24            | Vlag van Marokko                       | Mahmoud Benhalib     | 24         | 5          | 9          | 2          | 6          | 5          | 39         | 11         | 21 maart 1996     | Eigen jeugd           |
| 27            | Vlag van Marokko                       | Ayoub Joulale        | 2          | 0          | 1          | 1          | 2          | 0          | 5          | 1          | 23 januari 1998   | Eigen jeugd           |
| 77            | Vlag van Centraal-Afrikaanse Republiek | Hilaire Momi         | 11         | 0          | 2          | 0          | 0          | 0          | 13         | 0          | 16 maart 1990     | Sint-Truidense VV     |
| 93            | Vlag van Marokko                       | Abdelkabir El Ouadi  | 22         | 2          | 0          | 0          | 2          | 0          | 24         | 2          | 20 februari 1993  | Wydad de Fès          |

Laatst bijgewerkt: 24 mei 2018

## Resultaten
| Botola Maroc Telecom | Beker van Marokko | CAF Confederation Cup |
| -------------------- | ----------------- | --------------------- |
|                      |                   |                       |
| N.v.t.               | Winnaar           | n.n.b                 |

## Wedstrijdstatistieken

### Oefenwedstrijden
| Oefenwedstrijden 17/18 | Oefenwedstrijden 17/18 | Oefenwedstrijden 17/18                | Oefenwedstrijden 17/18 | Oefenwedstrijden 17/18                                                       |
| Datum                  | Plaats                 | Wedstrijd                             | Uitslag                | Scoreverloop                                                                 |
| ---------------------- | ---------------------- | ------------------------------------- | ---------------------- | ---------------------------------------------------------------------------- |
| 22 juli 2017           | Ifrane                 | Raja Casablanca vs Nassr El Fassi     | 9 – 1                  | El Ouasli - Joulale 2x - Hadraf - El Ouadi 2x - Kaddioui - Sabiri - Khaldane |
| 30 juli 2017           | Casablanca             | Raja Casablanca vs Olympique Dcheira  | GESTAAKT               |                                                                              |
| 2 aug 2017             | Casablanca             | Raja Casablanca vs Chabab Houara      | 2 – 0                  | Mansouri, Momi                                                               |
| 11 aug 2017            | Casablanca             | Raja Casablanca vs RSB Berkane        | 1 – 1                  | Iajour                                                                       |
| 27 jan 2018            | Casablanca             | Raja Casablanca vs Etoile de Bouznika | 9 – 1                  | El Ouadi 4x - Iajour 2x - Sabbar - Momi - Oulhaj                             |
| 2 feb 2018             | Casablanca             | Raja Casablanca vs Racing Casablanca  | 3 – 1                  | Khadrouf - Iajour - Achchakir                                                |

## Coupe du Trône
1/16 finale
| Wedstrijddetails                              | Thuisploeg        | Uitslag             | Uitploeg                           | Opstelling | Kaarten      |
| --------------------------------------------- | ----------------- | ------------------- | ---------------------------------- | --- | ------------ |
| 23 aug 2017 19:00 Stade Mohammed V Casablanca | Raja Casablanca   | 0-0                 | Olympique Dcheira                  | Bouamira Boutayeb, Oulhaj, Achchakir, Karrouchy Erraki; Mbingui (46' Hafidi), Mabidi Benhalib (80' El Yamiq), Hadraf, El Ouasli (53' Iajour) | 81' Boutayeb |
| 23 aug 2017 19:00 Stade Mohammed V Casablanca |                   |                     |                                    | Bouamira Boutayeb, Oulhaj, Achchakir, Karrouchy Erraki; Mbingui (46' Hafidi), Mabidi Benhalib (80' El Yamiq), Hadraf, El Ouasli (53' Iajour) | 81' Boutayeb |
| 27 aug 2017 19:00 Stade Ahmed Fana Agadir     | Olympique Dcheira | 1-4                 | Raja Casablanca                    | Zniti Boutayeb, Benoun, Achchakir, Jbira Erraki; Hafidi (62' Oulhaj), Mabidi Hadraf (62' El Ouasli), Iajour, Benhalib                        |              |
| 27 aug 2017 19:00 Stade Ahmed Fana Agadir     | nnb               | 0-1 0-2 0-3 1-3 1-4 | Benhalib Hadraf Iajour Erraki (p.) | Zniti Boutayeb, Benoun, Achchakir, Jbira Erraki; Hafidi (62' Oulhaj), Mabidi Hadraf (62' El Ouasli), Iajour, Benhalib                        |              |

Achtste finale
| Wedstrijddetails                               | Thuisploeg      | Uitslag     | Uitploeg              | Opstelling | Kaarten                                   |
| ---------------------------------------------- | --------------- | ----------- | --------------------- | --- | ----------------------------------------- |
| 26 sept 2017 19:00 Stade Moulay Abdallah Rabat | Raja Casablanca | 0-0         | FUS Rabat             | Zniti Boutayeb, Benoun, El Yamiq, Jbira (63' Karrouchy) Erraki; Achchakir, Mabidi (76' Sabbar) Hafidi, Iajour (46' Hadraf), Benhalib | 83' Hafidi                                |
| 26 sept 2017 19:00 Stade Moulay Abdallah Rabat |                 |             |                       | Zniti Boutayeb, Benoun, El Yamiq, Jbira (63' Karrouchy) Erraki; Achchakir, Mabidi (76' Sabbar) Hafidi, Iajour (46' Hadraf), Benhalib | 83' Hafidi                                |
| 12 okt 2017 19:00 Stade de FUS Rabat           | FUS Rabat       | 1-2         | Raja Casablanca       | Zniti Achchakir, Oulhaj, El Yamiq, Jbira Erraki; Hafidi, Sabbar (51' Mabidi) Hadraf (62' Benoun), Iajour (85' Toumi), Benhalib       | 28' Oulhaj 67' Zniti 69' Benoun 90' Toumi |
| 12 okt 2017 19:00 Stade de FUS Rabat           | 11' El Bahraoui | 1-0 1-1 1-2 | 35' Hadraf 56' Hafidi | Zniti Achchakir, Oulhaj, El Yamiq, Jbira Erraki; Hafidi, Sabbar (51' Mabidi) Hadraf (62' Benoun), Iajour (85' Toumi), Benhalib       | 28' Oulhaj 67' Zniti 69' Benoun 90' Toumi |

Kwart finale
| Wedstrijddetails                                       | Thuisploeg                                              | Uitslag                 | Uitploeg              | Opstelling | Kaarten                |
| ------------------------------------------------------ | ------------------------------------------------------- | ----------------------- | --------------------- | --- | ---------------------- |
| 15 okt 2017 20:30 Stade Mohamed V Casablanca           | Raja Casablanca                                         | 5-1                     | Chabab Atlas Khénifra | Zniti Achchakir, Benoun, El Yamiq (80' Lahlali), Jbira (51' Khaldane) Erraki; Hafidi (87' Momi), Mabidi Hadraf, Iajour, Benhalib | 67' Khaldane 77' Zniti |
| 15 okt 2017 20:30 Stade Mohamed V Casablanca           | 5' Iajour 61' Hadraf 66' El Yamiq 85' Erraki 93' Iajour | 1-0 2-0 3-0 3-1 4-1 5-1 | 79' Ndiaye (p.)       | Zniti Achchakir, Benoun, El Yamiq (80' Lahlali), Jbira (51' Khaldane) Erraki; Hafidi (87' Momi), Mabidi Hadraf, Iajour, Benhalib | 67' Khaldane 77' Zniti |
| 19 okt 2017 16:30 Stade Municipal de Khénifra Khénifra | Chabab Atlas Khénifra                                   | 0-2                     | Raja Casablanca       | Zniti Toumi, Benoun, Oulhaj, Khaldane Erraki; Lahlali (21' Joulale), Mabidi (66' Momi) Hadraf (69' Namani), Iajour, Benhalib     |                        |
| 19 okt 2017 16:30 Stade Municipal de Khénifra Khénifra |                                                         | 0-1 0-2                 | 3' Iajour 92' Joulale | Zniti Toumi, Benoun, Oulhaj, Khaldane Erraki; Lahlali (21' Joulale), Mabidi (66' Momi) Hadraf (69' Namani), Iajour, Benhalib     |                        |

Halve finale
| Wedstrijddetails                              | Thuisploeg      | Uitslag | Uitploeg        | Opstelling | Kaarten                |
| --------------------------------------------- | --------------- | ------- | --------------- | --- | ---------------------- |
| 26 okt 2017 19:00 Stade Moulay AbdAllah Rabat | FAR Rabat       | 1-1     | Raja Casablanca | Zniti Toumi (64' Oulhaj), Benoun, El Yamiq, Khaldane (72' Karrouchy) Erraki; Achchakir, Mabidi Benhalib, Iajour, Hadraf (82' El Ouasli) | 18' Toumi 72' Khaldane |
| 26 okt 2017 19:00 Stade Moulay AbdAllah Rabat | 3' El Fakih     | 1-0 1-1 | 65' Benhalib    | Zniti Toumi (64' Oulhaj), Benoun, El Yamiq, Khaldane (72' Karrouchy) Erraki; Achchakir, Mabidi Benhalib, Iajour, Hadraf (82' El Ouasli) | 18' Toumi 72' Khaldane |
| 2 nov 2017 20:00 Stade Mohamed V Casablanca   | Raja Casablanca | 0-0     | FAR Rabat       | Zniti Achchakir, Benoun, El Yamiq, Jbira Erraki; Hafidi (88' Boutayeb), Mabidi Hadraf (86' Karrouchy), Iajour, Benhalib (77' Oulhaj)    |                        |
| 2 nov 2017 20:00 Stade Mohamed V Casablanca   |                 |         |                 | Zniti Achchakir, Benoun, El Yamiq, Jbira Erraki; Hafidi (88' Boutayeb), Mabidi Hadraf (86' Karrouchy), Iajour, Benhalib (77' Oulhaj)    |                        |

Finale
|                            |                              |               |                                |                                                                                           |
| 18 november 2017 17:00 UTC | Difaa El Jadida              | 1–1 (1-3 PEN) | Raja Casablanca                | Stade Moulay AbdAllah, Rabat Toeschouwers: 60.000 Scheidsrechter: Hicham Tiyazi (Marokko) |
| 18 november 2017 17:00 UTC | Hamid Ahadad 59' (p)         |               | 28' Mouhcine Iajour            | Stade Moulay AbdAllah, Rabat Toeschouwers: 60.000 Scheidsrechter: Hicham Tiyazi (Marokko) |
| 18 november 2017 17:00 UTC | Strafschoppen                |               |                                | Stade Moulay AbdAllah, Rabat Toeschouwers: 60.000 Scheidsrechter: Hicham Tiyazi (Marokko) |
| 18 november 2017 17:00 UTC | Nanah Ngah Bamaamar Hadhoudi | 1 - 3         | Achchakir Iajour Benoun Erraki | Stade Moulay AbdAllah, Rabat Toeschouwers: 60.000 Scheidsrechter: Hicham Tiyazi (Marokko) |

| Difaa El Jadida | Raja Casablanca |

| Difaa El Jadida: |    |                       |     |     |
|                  |    |                       |     |     |
| GK               | 12 | Yahia El Filali       |     |     |
| RB               | 40 | Tarik Astati          |     |     |
| CB               | 20 | Marouane Hadhoudi     |     |     |
| CB               | 5  | Youssef Aguerdoum     |     |     |
| LB               | 2  | Fabrice Gael Ngah     |     |     |
| RM               | 11 | Bilal Al Magri        |     | 88' |
| CM               | 8  | Mohammed Ali Bemammer | 15' |     |
| CM               | 42 | Adil El Hassnaoui     |     |     |
| LM               | 94 | Adnane El Ouardy      |     | 73' |
| CF               | 9  | Ayoub Nanah           |     |     |
| CF               | 22 | Hamid Ahadad          |     | 83' |
| Wisselspelers:   |    |                       |     |     |
| CF               | 27 | Saimon Msuva          |     | 73' |
|                  |    |                       |     |     |
| CF               | 29 | Youness Hawassi       |     | 83' |
| CB               | 3  | Chouaib El Maftoul    |     | 88' |
| Coach:           |    |                       |     |     |
| Abderrahim Taleb |    |                       |     |     |

| Raja Casablanca:    |    |                      |      |      |
|                     |    |                      |      |      |
| GK                  | 1  | Anas Zniti           |      |      |
| RB                  | 25 | Omar Boutayeb        | 89'  |      |
| CB                  | 13 | Badr Benoun          |      |      |
| CB                  | 5  | Jawad El Yamiq       | 58'  |      |
| LB                  | 21 | Adil Karrouchy       |      |      |
| CM                  | 99 | Issam Erraki         |      |      |
| AM                  | 55 | Abderrahim Achchakir |      |      |
| CM                  | 14 | Lema Mabidi          | 118' |      |
| RV                  | 7  | Zakaria Hadraf       | 38'  |      |
| CF                  | 9  | Mouhcine Iajour      |      |      |
| LV                  | 18 | Abdelilah Hafidi     | 118' |      |
| Wisselspelers:      |    |                      |      |      |
| CF                  | 24 | Mahmoud Benhalib     |      | 89'  |
| CV                  | 16 | Mohamed Oulhaj       |      | 118' |
| CM                  | 96 | Walid Sabbar         |      | 118' |
| Coach:              |    |                      |      |      |
| Juan Carlos Garrido |    |                      |      |      |

## Botola Maroc Telecom

### Wedstrijden
| Wedstrijddetails                               | Thuisploeg                                     | Uitslag             | Uitploeg                           | Opstelling | Kaarten                             |
| ---------------------------------------------- | ---------------------------------------------- | ------------------- | ---------------------------------- | --- | ----------------------------------- |
| 10 sept 2017 17:00 Complexe OCP Khouribga      | Olympique Khouribga                            | 1-1                 | Raja Casablanca                    | Zniti Boutayeb (26' Benhalib), Benoun, El Yamiq, Jbira Erraki; Achchakir, Mabidi Hafidi, Iajour, Hadraf (68' El Ouasli)                 | 49' Zniti                           |
| 10 sept 2017 17:00 Complexe OCP Khouribga      | 16' Abboubi                                    | 1-0 1-1             | 28' Benoun                         | Zniti Boutayeb (26' Benhalib), Benoun, El Yamiq, Jbira Erraki; Achchakir, Mabidi Hafidi, Iajour, Hadraf (68' El Ouasli)                 | 49' Zniti                           |
| 16 sept 2017 18:00 Stade Mohammed V Casablanca | Raja Casablanca                                | 2-0                 | FAR Rabat                          | Zniti Boutayeb, Benoun, El Yamiq, Jbira Erraki; Achchakir, Mabidi Hafidi, Iajour (61' Hadraf), Benhalib                                 | 49' Achchakir El Yamiq              |
| 16 sept 2017 18:00 Stade Mohammed V Casablanca | 53' Benhalib 80' Benhalib                      | 1-0 2-0             |                                    | Zniti Boutayeb, Benoun, El Yamiq, Jbira Erraki; Achchakir, Mabidi Hafidi, Iajour (61' Hadraf), Benhalib                                 | 49' Achchakir El Yamiq              |
| 23 sept 2017 18:00 Stade Adrar Agadir          | Raja Casablanca                                | 4-0                 | Kawkab Marrakech                   | Zniti Boutayeb, Benoun, El Yamiq, Jbira Erraki; Achchakir, Mabidi Hafidi ('.. Hadraf), Iajour, Benhalib ('.. El Ouasli)                 |                                     |
| 23 sept 2017 18:00 Stade Adrar Agadir          | 36' Achchakir 56' Iajour 58' Hafidi 72' Iajour | 1-0 2-0 3-0 4-0     |                                    | Zniti Boutayeb, Benoun, El Yamiq, Jbira Erraki; Achchakir, Mabidi Hafidi ('.. Hadraf), Iajour, Benhalib ('.. El Ouasli)                 |                                     |
| 01 okt 2017 17:00 Stade Ibn Batouta Tanger     | IR Tanger                                      | 1-1                 | Raja Casablanca                    | Zniti Boutayeb (80' Momi), Benoun, El Yamiq (64' Oulhaj), Jbira Erraki; Achchakir, Mabidi Hafidi, Benhalib, Hadraf (80' El Ouasli)      | 31' Jbira 56' Benhalib 92' Benoun   |
| 01 okt 2017 17:00 Stade Ibn Batouta Tanger     | 54' Naghmi                                     | 0-1 1-1             | 22' Achchakir                      | Zniti Boutayeb (80' Momi), Benoun, El Yamiq (64' Oulhaj), Jbira Erraki; Achchakir, Mabidi Hafidi, Benhalib, Hadraf (80' El Ouasli)      | 31' Jbira 56' Benhalib 92' Benoun   |
| 23 okt 2017 20:30 Stade Mohammed V Casablanca  | Raja Casablanca                                | 2-1                 | Hassania Agadir                    | Zniti Achchakir, Benoun, El Yamiq, Jbira (83' Joulale) Erraki; Hafidi, Mabidi Benhalib (79' Khaldane), Iajour, Hadraf (83' Oulhaj)      | 16' Jbira                           |
| 23 okt 2017 20:30 Stade Mohammed V Casablanca  | 46' Iajour 92' Erraki (p.)                     | 1-0 1-1 2-1         | 82' Daoudi (p.)                    | Zniti Achchakir, Benoun, El Yamiq, Jbira (83' Joulale) Erraki; Hafidi, Mabidi Benhalib (79' Khaldane), Iajour, Hadraf (83' Oulhaj)      | 16' Jbira                           |
| 29 okt 2017 16:00 Stade El Massira Safi        | Olympique Safi                                 | 2-0                 | Raja Casablanca                    | Bouamira Khaldane (74' Benhalib), Toumi, Oulhaj, Karrouchy Sabbar, Mbingui (75' Joulale), El Ouadi El Ouasli (46' Jbira), Momi, Iajour  | 37' Toumi 53' Jbira                 |
| 29 okt 2017 16:00 Stade El Massira Safi        | 32' El Haj 83' Khabba                          | 1-0 2-0             |                                    | Bouamira Khaldane (74' Benhalib), Toumi, Oulhaj, Karrouchy Sabbar, Mbingui (75' Joulale), El Ouadi El Ouasli (46' Jbira), Momi, Iajour  | 37' Toumi 53' Jbira                 |
| 5 nov 2017 20:00 Stade Mohammed V Casablanca   | Raja Casablanca                                | 1-2                 | Chabab Atlas Khénifra              | Zniti Benoun,Oulhaj,El Yamiq Achchakir, Erraki; Mabidi, Jbira (23' Hadraf) Hafidi (87' El Ouadi), Iajour, Benhalib (82' Boutayeb)       | 24' Oulhaj                          |
| 5 nov 2017 20:00 Stade Mohammed V Casablanca   | 56' Hafidi                                     | 1-0 1-1 1-2         | 91' El Omari 94' Sene              | Zniti Benoun,Oulhaj,El Yamiq Achchakir, Erraki; Mabidi, Jbira (23' Hadraf) Hafidi (87' El Ouadi), Iajour, Benhalib (82' Boutayeb)       | 24' Oulhaj                          |
| 23 nov 2017 18:00 Stade Moulay AbdAllah Rabat  | FUS Rabat                                      | 0-0                 | Raja Casablanca                    | Zniti Boutayeb, Benoun,Oulhaj, Toumi Erraki; Achchakir (72' Sabbar), Mabidi El Ouadi (50' Iajour), Benhalib, Hadraf (72' El Ouasli)     |                                     |
| 23 nov 2017 18:00 Stade Moulay AbdAllah Rabat  |                                                |                     |                                    | Zniti Boutayeb, Benoun,Oulhaj, Toumi Erraki; Achchakir (72' Sabbar), Mabidi El Ouadi (50' Iajour), Benhalib, Hadraf (72' El Ouasli)     |                                     |
| 27 nov 2017 18:00 Stade Moulay AbdAllah Rabat  | Raja Casablanca                                | 3-1                 | Rapide Oued Zem                    | Zniti Khaldane, Benoun,Oulhaj, Toumi Erraki; Mabidi El Ouadi (77' Karrouchy), Benhalib (82' El Ouasli), Hadraf Iajour (79' Momi)        | 59' Khaldane 89' Oulhaj             |
| 27 nov 2017 18:00 Stade Moulay AbdAllah Rabat  | 52' El Ouadi 74' Khaldane 77' Benoun           | 1-0 1-1 2-1 3-1     | 61' Sidibé                         | Zniti Khaldane, Benoun,Oulhaj, Toumi Erraki; Mabidi El Ouadi (77' Karrouchy), Benhalib (82' El Ouasli), Hadraf Iajour (79' Momi)        | 59' Khaldane 89' Oulhaj             |
| 12 dec 2017 17:00 Stade Moulay AbdAllah Rabat  | Raja Casablanca                                | 3-2                 | Difaa El Jadida                    | Zniti; Boutayeb, Benoun, El Yamiq, Khaldane Achchakir, Sabbar (46' Oulhaj), Mabidi El Ouadi (46' Momi), Iajour (85' Douik), Hadraf      | 62' Achchakir                       |
| 12 dec 2017 17:00 Stade Moulay AbdAllah Rabat  | 23' El Yamiq 59' Hamami (OG) 66' Iajour        | 0-1 1-1 1-2 2-2 3-2 | 18' Nanah 42' Ahadad               | Zniti; Boutayeb, Benoun, El Yamiq, Khaldane Achchakir, Sabbar (46' Oulhaj), Mabidi El Ouadi (46' Momi), Iajour (85' Douik), Hadraf      | 62' Achchakir                       |
| 19 dec 2017 16:00 Stade Moulay AbdAllah Rabat  | Moghreb Athletic Tétouan                       | 1-3                 | Raja Casablanca                    | Zniti; Boutayeb, Benoun, El Yamiq, Khaldane (63' Jbira) Achchakir, Mabidi El Ouadi (63' Hafidi), Benhalib, Hadraf (77' Oulhaj) Iajour   | 88' Benoun                          |
| 19 dec 2017 16:00 Stade Moulay AbdAllah Rabat  | 59' Jabroun                                    | 0-1 1-1 1-2 1-3     | 54' Benhalib 74' Iajour 92' Iajour | Zniti; Boutayeb, Benoun, El Yamiq, Khaldane (63' Jbira) Achchakir, Mabidi El Ouadi (63' Hafidi), Benhalib, Hadraf (77' Oulhaj) Iajour   | 88' Benoun                          |
| 24 dec 2017 16:00 Stade Moulay AbdAllah Rabat  | Raja Casablanca                                | 1-1                 | Chabab Rif Al Hoceima              | Zniti; Boutayeb, Benoun (58' Oulhaj), El Yamiq, Jbira Mabidi (44' Hafidi), Achchakir, Khaldane (59' Momi) El Ouadi, Iajour, Hadraf      | 78' Boutayeb 78' El Yamiq 78' Zniti |
| 24 dec 2017 16:00 Stade Moulay AbdAllah Rabat  | 87' El Yamiq                                   | 0-1 1-1             | 56' Echcharaf                      | Zniti; Boutayeb, Benoun (58' Oulhaj), El Yamiq, Jbira Mabidi (44' Hafidi), Achchakir, Khaldane (59' Momi) El Ouadi, Iajour, Hadraf      | 78' Boutayeb 78' El Yamiq 78' Zniti |
| 27 dec 2017 15:30 Honneur Stadium Oujda        | RS Berkane                                     | 1-0                 | Raja Casablanca                    | Zniti; Boutayeb (76' Douik), Oulhaj (66' El Ouadi) , El Yamiq, Jbira Erraki, Hafidi, Achchakir El Ouasli (76' Momi), Iajour, Hadraf     | 93' Douik                           |
| 27 dec 2017 15:30 Honneur Stadium Oujda        | 28' El Kaabi                                   | 1-0                 |                                    | Zniti; Boutayeb (76' Douik), Oulhaj (66' El Ouadi) , El Yamiq, Jbira Erraki, Hafidi, Achchakir El Ouasli (76' Momi), Iajour, Hadraf     | 93' Douik                           |
| 30 dec 2017 16:00 Stade Moulay AbdAllah Rabat  | Raja Casablanca                                | 2-0                 | Racing de Casablanca               | Zniti; Boutayeb (71' Lakohal), Oulhaj, El Yamiq, Jbira Douik, Hafidi (88' El Ouadi), Achchakir Benhalib, Iajour, Hadraf (83' El Ouasli) |                                     |
| 30 dec 2017 16:00 Stade Moulay AbdAllah Rabat  | 38' El Msane (OG) 80' Iajour                   | 1-0 2-0             |                                    | Zniti; Boutayeb (71' Lakohal), Oulhaj, El Yamiq, Jbira Douik, Hafidi (88' El Ouadi), Achchakir Benhalib, Iajour, Hadraf (83' El Ouasli) |                                     |

| Wedstrijddetails                                       | Thuisploeg                                  | Uitslag                     | Uitploeg                            | Opstelling | Kaarten                                                             |
| ------------------------------------------------------ | ------------------------------------------- | --------------------------- | ----------------------------------- | --- | ------------------------------------------------------------------- |
| Terugronde                                             |                                             |                             |                                     | |                                                                     |
| 10 feb 2018 16:00 Stade Mohamed V Casablanca           | Wydad Casablanca                            | 1-2                         | Raja Casablanca                     | Zniti; Boutayeb, Oulhaj, Benoun, Jbira Achchakir , Obbadi (63' Mabidi), Khadrouf (75' El Ouadi) Hadraf, Iajour, Hafidi (90' Sabbar)         | 88' Benoun                                                          |
| 10 feb 2018 16:00 Stade Mohamed V Casablanca           | 20' Boutayeb (OG)                           | 1-0 1-1 1-2                 | 34' Iajour 88' Benoun               | Zniti; Boutayeb, Oulhaj, Benoun, Jbira Achchakir , Obbadi (63' Mabidi), Khadrouf (75' El Ouadi) Hadraf, Iajour, Hafidi (90' Sabbar)         | 88' Benoun                                                          |
| 14 feb 2018 16:00 Stade Mohammed V Casablanca          | Raja Casablanca                             | 4-3                         | Olympique Khouribga                 | Zniti; Boutayeb, Oulhaj, Benoun, Jbira (47' Hafidi) Achchakir,Mabidi (88' Momi), Khadrouf Hadraf, Iajour, El Ouadi (67' Obbadi)             | 21' Jbira                                                           |
| 14 feb 2018 16:00 Stade Mohammed V Casablanca          | 50' Iajour 51' Mabidi 55' Iajour 92' Iajour | 0-1 0-2 1-2 2-2 3-2 3-3 4-3 | 27' Ennafati 47' Ouchen 87' Ouchen  | Zniti; Boutayeb, Oulhaj, Benoun, Jbira (47' Hafidi) Achchakir,Mabidi (88' Momi), Khadrouf Hadraf, Iajour, El Ouadi (67' Obbadi)             | 21' Jbira                                                           |
| 18 feb 2018 16:00 Stade Moulay AbdAllah Rabat          | FAR Rabat                                   | 2-1                         | Raja Casablanca                     | Zniti; Boutayeb, Oulhaj (65' El Ouadi), Benoun, Achchakir Mabidi (72' Momi), Obbadi (72' Douik), Khadrouf Hadraf, Iajour, Hafidi            | 46' Benoun 59' Mabidi                                               |
| 18 feb 2018 16:00 Stade Moulay AbdAllah Rabat          | 18' Kamal 41' Barrahma                      | 1-0 1-1 2-1                 | 21' Khadrouf                        | Zniti; Boutayeb, Oulhaj (65' El Ouadi), Benoun, Achchakir Mabidi (72' Momi), Obbadi (72' Douik), Khadrouf Hadraf, Iajour, Hafidi            | 46' Benoun 59' Mabidi                                               |
| 25 feb 2018 16:00 Stade de Marrakech Marrakech         | Kawkab Marrakech                            | 0-3                         | Raja Casablanca                     | Zniti; Boutayeb, Oulhaj, Benlamaalem, Achchakir Obbadi (80' Douik), Hafidi, Khadrouf Hadraf (78' Mabidi), Iajour, El Ouadi (59' Benhalib)   |                                                                     |
| 25 feb 2018 16:00 Stade de Marrakech Marrakech         |                                             | 0-1 0-2 0-3                 | 60' Iajour 65' Iajour 97' Mabidi    | Zniti; Boutayeb, Oulhaj, Benlamaalem, Achchakir Obbadi (80' Douik), Hafidi, Khadrouf Hadraf (78' Mabidi), Iajour, El Ouadi (59' Benhalib)   |                                                                     |
| 2 maart 2018 20:00 Stade Mohammed V Casablanca         | Raja Casablanca                             | 1-1                         | Ittihad Tanger                      | Zniti; Achchakir, Benoun, Benlamaalem, Boutayeb Douik (46' Mabidi), Obbadi (65' Sabbar), Khadrouf Hadraf, Iajour, El Ouadi (46' Benhalib)   | 10' Zniti 30' Douik                                                 |
| 2 maart 2018 20:00 Stade Mohammed V Casablanca         | 56' Iajour                                  | 0-1 1-1                     | 12' Naghmi (p.)                     | Zniti; Achchakir, Benoun, Benlamaalem, Boutayeb Douik (46' Mabidi), Obbadi (65' Sabbar), Khadrouf Hadraf, Iajour, El Ouadi (46' Benhalib)   | 10' Zniti 30' Douik                                                 |
| 10 maart 2018 17:00 Stade Adrar Agadir                 | Hassania Agadir                             | 1-0                         | Raja Casablanca                     | Zniti; Boutayeb, Benoun, Benlamaalem (54' Mabidi), Karrouchy(76' Jbira) Achchakir, Sabbar (46' Benhalib), Khadrouf Hadraf, Iajour, Hafidi   | 36' Benlamaalem 64' Benhalib 77' Benoun 87' Boutayeb 91' Hafidi     |
| 10 maart 2018 17:00 Stade Adrar Agadir                 | 10' Daoudi                                  | 1-0                         |                                     | Zniti; Boutayeb, Benoun, Benlamaalem (54' Mabidi), Karrouchy(76' Jbira) Achchakir, Sabbar (46' Benhalib), Khadrouf Hadraf, Iajour, Hafidi   | 36' Benlamaalem 64' Benhalib 77' Benoun 87' Boutayeb 91' Hafidi     |
| 29 maart 2018 21:00 Stade Mohammed V Casablanca        | Raja Casablanca                             | 0-0                         | Olympique Safi                      | Zniti Boutayeb (72' Obbadi), Oulhaj, Achchakir, Karrouchy; Mabidi, Hafidi, Khadrouf Hadraf (79' El Ouadi), Iajour, Benhalib (78' Momi)      | 62' Achchakir                                                       |
| 29 maart 2018 21:00 Stade Mohammed V Casablanca        |                                             |                             |                                     | Zniti Boutayeb (72' Obbadi), Oulhaj, Achchakir, Karrouchy; Mabidi, Hafidi, Khadrouf Hadraf (79' El Ouadi), Iajour, Benhalib (78' Momi)      | 62' Achchakir                                                       |
| 01 apr 2018 19:00 Stade Mohammed V Casablanca          | Raja Casablanca                             | 1-2                         | FUS Rabat                           | Zniti Lakohal (46' Benhalib), Oulhaj, Benlamaalem (61' El Ouadi), Karrouchy; Mabidi, Obbadi (70' Momi), Khadrouf Hadraf, Iajour, Hafidi     | 21' Lakohal 82' Zniti 82' Karrouchy 92' Zniti                       |
| 01 apr 2018 19:00 Stade Mohammed V Casablanca          | 57' Hadraf (p.)                             | 0-1 1-1 1-2                 | 38' Anouar 59' Louani (p.)          | Zniti Lakohal (46' Benhalib), Oulhaj, Benlamaalem (61' El Ouadi), Karrouchy; Mabidi, Obbadi (70' Momi), Khadrouf Hadraf, Iajour, Hafidi     | 21' Lakohal 82' Zniti 82' Karrouchy 92' Zniti                       |
| 14 apr 2017 17:00 Stade Mohammed V Casablanca          | Raja Casablanca                             | 1-1                         | Wydad Casablanca                    | Bouamira Boutayeb, Benoun, Benlamaalem (46' Hadraf), Jbira Achchakir, Obbadi (81' El Ouadi), Mabidi (46' Khadrouf) Hafidi, Iajour, Benhalib | 44' Mabidi 48' Khadrouf 60' Hadraf 73' Benoun 75' Hadraf 92' Hafidi |
| 14 apr 2017 17:00 Stade Mohammed V Casablanca          | 88' Benoun                                  | 0-1 1-1                     | 37' Attouchi                        | Bouamira Boutayeb, Benoun, Benlamaalem (46' Hadraf), Jbira Achchakir, Obbadi (81' El Ouadi), Mabidi (46' Khadrouf) Hafidi, Iajour, Benhalib | 44' Mabidi 48' Khadrouf 60' Hadraf 73' Benoun 75' Hadraf 92' Hafidi |
| 22 apr 2017 17:00 Stade Mohammed V Casablanca          | Difaa El Jadida                             | 2-1                         | Raja Casablanca                     | Zniti Boutayeb, Lakohal, Benoun; Jbira (78' Momi) Mabidi (45' El Ouadi), Achchakir, Obbadi (78' Khaldane), Khadrouf Benhalib, Iajour        | 4' Lakohal 12' Boutayeb 61' Jbira                                   |
| 22 apr 2017 17:00 Stade Mohammed V Casablanca          | 45' Ahadad 75' Msuva                        | 0-1 1-1 2-1                 | 44' Iajour (p.)                     | Zniti Boutayeb, Lakohal, Benoun; Jbira (78' Momi) Mabidi (45' El Ouadi), Achchakir, Obbadi (78' Khaldane), Khadrouf Benhalib, Iajour        | 4' Lakohal 12' Boutayeb 61' Jbira                                   |
| 25 apr 2018 17:00 Stade Municipal de Khénifra Khénifra | Chabab Atlas Khénifra                       | 2-3                         | Raja Casablanca                     | Zniti Boutayeb, Benoun; Benlamaalem (80' Toumi), Jbira Khadrouf, Achchakir, El Ouadi (78' Obbadi) Benhalib (87' Lakohal), Iajour, Hadraf    | 36' Achchakir 87' Obbadi 92' Zniti                                  |
| 25 apr 2018 17:00 Stade Municipal de Khénifra Khénifra | 18' Bassirou 47' El Gaadaoui                | 1-0 1-1 2-1 2-2 2-3         | 29' Benoun 62' Iajour 85' Achchakir | Zniti Boutayeb, Benoun; Benlamaalem (80' Toumi), Jbira Khadrouf, Achchakir, El Ouadi (78' Obbadi) Benhalib (87' Lakohal), Iajour, Hadraf    | 36' Achchakir 87' Obbadi 92' Zniti                                  |
| 28 mei 2018 19:00 Stade Mohammed V Casablanca          | Raja Casablanca                             | 0-0                         | Moghreb Athletic Tétouan            | Bouamira Boutayeb, Benoun; Benlamaalem (63' Iajour), Jbira Khadrouf, Obbadi (69' Toumi), Achchakir Hadraf, Benhalib, El Ouadi               |                                                                     |
| 28 mei 2018 19:00 Stade Mohammed V Casablanca          |                                             |                             |                                     | Bouamira Boutayeb, Benoun; Benlamaalem (63' Iajour), Jbira Khadrouf, Obbadi (69' Toumi), Achchakir Hadraf, Benhalib, El Ouadi               |                                                                     |
| 3 mei 2018 17:00 Stade Municipal de Oued Zem Oued Zem  | Rapide Oued Zem                             | 3-1                         | Raja Casablanca                     | Zniti Boutayeb, Benoun; Benlamaalem (63' Mabidi), Jbira Khadrouf, Achchakir,El Ouadi (32' Bouamira) Hadraf, Iajour, Benhalib                | 30' Zniti 81' Jbira                                                 |
| 3 mei 2018 17:00 Stade Municipal de Oued Zem Oued Zem  | 18' El Aroui 34' Berrabeh 86' Diarra        | 1-0 2-0 2-1 3-1             | 70' Benhalib                        | Zniti Boutayeb, Benoun; Benlamaalem (63' Mabidi), Jbira Khadrouf, Achchakir,El Ouadi (32' Bouamira) Hadraf, Iajour, Benhalib                | 30' Zniti 81' Jbira                                                 |
| 9 mei 2018 17:30 Stade Municipal de Larache Tetouan    | Chabab Rif Al Hoceima                       | 0-0                         | Raja Casablanca                     | Bouamira Boutayeb, Benoun; Lakohal (79' Khadrouf), Jbira Mabidi, Obbadi, Achchakir Hadraf, Iajour, Benhalib                                 | 7' Lakohal 53' Benhalib 60' Jbira 64' Hadraf 83' Benoun             |
| 9 mei 2018 17:30 Stade Municipal de Larache Tetouan    |                                             |                             |                                     | Bouamira Boutayeb, Benoun; Lakohal (79' Khadrouf), Jbira Mabidi, Obbadi, Achchakir Hadraf, Iajour, Benhalib                                 | 7' Lakohal 53' Benhalib 60' Jbira 64' Hadraf 83' Benoun             |
| 12 mei 2018 20:00 Stade Mohammed V Casablanca          | Raja Casablanca                             | 2-1                         | RS Berkane                          | Zniti Boutayeb, Benoun; Lakohal, Jbira Mabidi (34' Douik), Obbadi (81' Khaldane), Achchakir Hadraf (85' Bouain), Iajour, Benhalib           | 61' Obbadi 72' Achchakir 73' Boutayeb                               |
| 12 mei 2018 20:00 Stade Mohammed V Casablanca          | 5' Benhalib 65' Bayou (EG)                  | 1-0 1-1 2-1                 | 62' Kodjo Laba                      | Zniti Boutayeb, Benoun; Lakohal, Jbira Mabidi (34' Douik), Obbadi (81' Khaldane), Achchakir Hadraf (85' Bouain), Iajour, Benhalib           | 61' Obbadi 72' Achchakir 73' Boutayeb                               |
| 21 mei 2018 00:00 Stade Père-Jégo Casablanca           | Racing Casablanca                           | -                           | Raja Casablanca                     | Zniti Achchakir, Benoun; Lakohal, Jbira Douik (63' Khaldane), Obbadi, El Ouadi (77' Lahlali) Hadraf, Iajour (80' Karrouchy), Benhalib       | 65' Khaldane                                                        |
| 21 mei 2018 00:00 Stade Père-Jégo Casablanca           |                                             | 0-1 0-2                     | 9' El Ouadi 33' Iajour              | Zniti Achchakir, Benoun; Lakohal, Jbira Douik (63' Khaldane), Obbadi, El Ouadi (77' Lahlali) Hadraf, Iajour (80' Karrouchy), Benhalib       | 65' Khaldane                                                        |

## CAF Confederation Cup

### Eerste ronde
| CAF Confederation Cup 2018                                |                  |                         |                                              | |               |
| Wedstrijddetails                                          | Thuisploeg       | Uitslag                 | Uitploeg                                     | Opstelling | Kaarten       |
| 1ste ronde                                                |                  |                         |                                              | |               |
| 6 maart 2018 20:00 Stade Mohammed V Casablanca            | Raja Casablanca  | 1-1                     | FC Nouadhibou                                | Zniti Achchakir (56' Khaldane), Oulhaj, Lakohal, Boutayeb Mabidi, Khadrouf (56' Benoun), Douik (69' Joulale) Hadraf, Iajour, Benhalib | 18' Achchakir |
| 6 maart 2018 20:00 Stade Mohammed V Casablanca            | 70' Khaldane     | 1-0 1-1                 | 78' Samba                                    | Zniti Achchakir (56' Khaldane), Oulhaj, Lakohal, Boutayeb Mabidi, Khadrouf (56' Benoun), Douik (69' Joulale) Hadraf, Iajour, Benhalib | 18' Achchakir |
| 17 maart 2018 16:30 Stade Municipal Nouadhibou Nouadhibou | FC Nouadhibou    | 2-4                     | Raja Casablanca                              | Zniti Boutayeb, Oulhaj, Benoun, Jbira Mabidi, Hafidi (81' Lakohal), Achchakir Hadraf (54' Khadrouf), Iajour, Benhalib (85' Khaldane)  | 69' Benhalib  |
| 17 maart 2018 16:30 Stade Municipal Nouadhibou Nouadhibou | 12'Gaye 62' Gaye | 0-1 1-1 1-2 1-3 2-3 2-4 | 5' Iajour 15' Hafidi 43' Iajour 69' Benhalib | Zniti Boutayeb, Oulhaj, Benoun, Jbira Mabidi, Hafidi (81' Lakohal), Achchakir Hadraf (54' Khadrouf), Iajour, Benhalib (85' Khaldane)  | 69' Benhalib  |

### Play off-ronde
| CAF Confederation Cup 2018                     |                                    |             |                         | |                                    |
| Wedstrijddetails                               | Thuisploeg                         | Uitslag     | Uitploeg                | Opstelling | Kaarten                            |
| Play off-ronde                                 |                                    |             |                         | |                                    |
| 7 april 2018 16:00 Sunset Stadium Lusaka       | Zanaco FC                          | 0-2         | Raja Casablanca         | Zniti Boutayeb, Lakohal, Benoun, Jbira Mabidi, Obbadi (74; Khadrouf), Achchakir Benhalib, Iajour, Hafidi (70' Hadraf)                |                                    |
| 7 april 2018 16:00 Sunset Stadium Lusaka       |                                    | 0-1 0-2     | 68' Benhalib 75' Hadraf | Zniti Boutayeb, Lakohal, Benoun, Jbira Mabidi, Obbadi (74; Khadrouf), Achchakir Benhalib, Iajour, Hafidi (70' Hadraf)                |                                    |
| 18 april 2018 21:00 Stade Mohamed V Casablanca | Raja Casablanca                    | 3-0         | Zanaco FC               | Zniti Boutayeb, Lakohal, Benoun, Jbira Achchakir, Obbadi (61' Mabidi), Khadrouf Benhalib (70' El Ouadi), Iajour, Hafidi (37' Hadraf) | 11' Khadrouf 51' Benoun 55' Obbadi |
| 18 april 2018 21:00 Stade Mohamed V Casablanca | 15' Benhalib 18' Iajour 77' Benoun | 1-0 2-0 3-0 |                         | Zniti Boutayeb, Lakohal, Benoun, Jbira Achchakir, Obbadi (61' Mabidi), Khadrouf Benhalib (70' El Ouadi), Iajour, Hafidi (37' Hadraf) | 11' Khadrouf 51' Benoun 55' Obbadi |

### Groepsfase
| CAF Confederation Cup 2018                              |                                     |                         |                                      | |               |
| Wedstrijddetails                                        | Thuisploeg                          | Uitslag                 | Uitploeg                             | Opstelling | Kaarten       |
| Groepsfase                                              |                                     |                         |                                      | |               |
| 6 mei 2018 21:00 Stade Mohammed V Casablanca            | Raja Casablanca                     | 0-0                     | AS Vita Club                         | Zniti Boutayeb, Lakohal, Achchakir, Jbira Mabidi (73' El Ouadi), Obbadi, Khadrouf (55' Hafidi) Hadraf (78' Khaldane), Iajour, Benhalib | 90' Obbadi    |
| 6 mei 2018 21:00 Stade Mohammed V Casablanca            |                                     |                         |                                      | Zniti Boutayeb, Lakohal, Achchakir, Jbira Mabidi (73' El Ouadi), Obbadi, Khadrouf (55' Hafidi) Hadraf (78' Khaldane), Iajour, Benhalib | 90' Obbadi    |
| 16 mei 2018 15:00 Agyeman Badu Stadium Dormaa Ahenkro   | Aduana Stars                        | 3-3                     | Raja Casablanca                      | Zniti Boutayeb, Lakohal, Benoun, Jbira Achchakir, Douik, Mabidi Hadraf (86' Khaldane), Iajour (76' Joulale), Benhalib                  | 85' Achchakir |
| 16 mei 2018 15:00 Agyeman Badu Stadium Dormaa Ahenkro   | 21' Ulitch 49' Amankwah 95' Asamoah | 0-1 1-1 1-2 2-2 2-3 3-3 | 11' Benhalib 39' Mabidi 61' Benhalib | Zniti Boutayeb, Lakohal, Benoun, Jbira Achchakir, Douik, Mabidi Hadraf (86' Khaldane), Iajour (76' Joulale), Benhalib                  | 85' Achchakir |
| 18 juli 2018 --:-- Stade Félix Houphouët-Boigny Abidjan | ASEC Mimosas                        | -                       | Raja Casablanca                      | |               |
| 18 juli 2018 --:-- Stade Félix Houphouët-Boigny Abidjan |                                     |                         |                                      | |               |
| 29 juli 2018 --:-- Stade Mohammed V Casablanca          | Raja Casablanca                     | -                       | ASEC Mimosas                         | |               |
| 29 juli 2018 --:-- Stade Mohammed V Casablanca          |                                     |                         |                                      | |               |
| 19 aug 2018 --:-- Stade Mohammed V Casablanca           | AS Vita Club                        | -                       | Raja Casablanca                      | |               |
| 19 aug 2018 --:-- Stade Mohammed V Casablanca           |                                     |                         |                                      | |               |
| 29 aug 2018 --:-- Stade Mohammed V Casablanca           | Raja Casablanca                     | -                       | Aduana Stars                         | |               |
| 29 aug 2018 --:-- Stade Mohammed V Casablanca           |                                     |                         |                                      | |               |

### Groepsfase CAF Confederation Cup
Groep A
| #  | Club            | GS | W | G | V | DV | DT | DS | PTN |
| -- | --------------- | -- | - | - | - | -- | -- | -- | --- |
| 1. | AS Vita Club    | 2  | 1 | 1 | 0 | 3  | 1  | +2 | 4   |
| 2. | ASEC Mimosas    | 2  | 1 | 0 | 1 | 2  | 3  | -1 | 3   |
| 3. | Raja Casablanca | 2  | 0 | 2 | 0 | 3  | 3  | +0 | 2   |
| 4. | Aduana Stars    | 2  | 0 | 1 | 1 | 3  | 4  | -1 | 1   |

## Statistieken Raja Casablanca 2017/2018

### Tussenstand Raja Casablanca in deBotola Maroc Telecom2017 / 2018
| Stand | Gespeeld | Gewonnen | Gelijk | Verloren | Punten | Doelpunten voor | Doelpunten tegen | Gele kaarten | Rode kaarten |
| ----- | -------- | -------- | ------ | -------- | ------ | --------------- | ---------------- | ------------ | ------------ |
| 6e    | 30       | 13       | 9      | 8        | 48     | 45              | 33               | 54           | 3            |

### Topscorers
| #      | Naam                        | Goal |
| ------ | --------------------------- | ---- |
| 1.     | Mouhcine Iajour             | 17   |
| 2.     | Badr Benoun                 | 5    |
| 2.     | Mahmoud Benhalib            | 5    |
| 3.     | Abderrahim Achchakir        | 3    |
| 4.     | Abdelilah Hafidi            | 2    |
| 4.     | Lema Mabidi                 | 2    |
| 4.     | Abdelkabir El Ouadi         | 2    |
| 4.     | Issam Erraki                | 2    |
| 4.     | Jawad El Yamiq              | 2    |
| 5.     | Zakaria Hadraf              | 1    |
| 5.     | Abdeladim Khadrouf          | 1    |
| 5.     | + Mohamed Hamami (DHJ) (OG) | 1    |
| 5.     | + Amine El Msane (RAC) (OG) | 1    |
| 5.     | + Issoufou Dayo (RSB) (OG)  | 1    |
| Totaal | Totaal                      | 45   |

| #      | Naam             | Goal |
| ------ | ---------------- | ---- |
| 1.     | Mouhcine Iajour  | 5    |
| 2.     | Zakaria Hadraf   | 3    |
| 3.     | Issam Erraki     | 2    |
| 3.     | Mahmoud Benhalib | 2    |
| 4.     | Abdelilah Hafidi | 1    |
| 4.     | Jawad El Yamiq   | 1    |
| 4.     | Ayoub Joulale    | 1    |
| Totaal | Totaal           | 15   |

| #      | Naam             | Goal |
| ------ | ---------------- | ---- |
| 1.     | Mahmoud Benhalib | 5    |
| 2.     | Mouhcine Iajour  | 3    |
| 3.     | Mohamed Khaldane | 1    |
| 3.     | Abdelilah Hafidi | 1    |
| 3.     | Zakaria Hadraf   | 1    |
| 3.     | Badr Benoun      | 1    |
| 3.     | Lema Mabidi      | 1    |
| Totaal | Totaal           | 13   |

| #      | Naam                 | Goal |
| ------ | -------------------- | ---- |
| 1.     | Abdelkabir El Ouadi  | 6    |
| 2.     | Mouhcine Iajour      | 4    |
| 3.     | Hilaire Momi         | 2    |
| 3.     | Mohamed Oulhaj       | 2    |
| 3.     | Walid Sabbar         | 2    |
| 4.     | Youssef Kaddioui     | 1    |
| 4.     | Zouhair El Ouasli    | 1    |
| 4.     | Abdeladim Khadrouf   | 1    |
| 4.     | Abderrahim Achchakir | 1    |
| 4.     | Zakaria Hadraf       | 1    |
| 4.     | Ayoub Sabiri         | 1    |
| 4.     | Omar Mansouri        | 1    |
| 4.     | Mohamed Khaldane     | 1    |
| Totaal | Totaal               | 24   |

### Kaarten
| #      | Naam                 |    |
| ------ | -------------------- | -- |
| 1.     | Badr Benoun          | 7  |
| 2.     | Anas Zniti           | 6  |
| 3.     | Abdeljalil Jbira     | 5  |
| 3.     | Abderrahim Achchakir | 5  |
| 4.     | Omar Boutayeb        | 4  |
| 5.     | Mahmoud Benhalib     | 3  |
| 5.     | Saad Lakohal         | 3  |
| 5.     | Zakaria Hadraf       | 3  |
| 6.     | Mohamed Douik        | 2  |
| 6.     | Jawad El Yamiq       | 2  |
| 6.     | Mahmoud Benhalib     | 2  |
| 6.     | Lema Mabidi          | 2  |
| 6.     | Abdelilah Hafidi     | 2  |
| 6.     | Mounir Obbadi        | 2  |
| 7.     | Mahmoud Benhalib     | 1  |
| 7.     | Hamza Toumi          | 1  |
| 7.     | Mohamed Oulhaj       | 1  |
| 7.     | Ismail Benlamaalem   | 1  |
| 7.     | Adil Karrouchy       | 1  |
| 7.     | Abdeladim Khadrouf   | 1  |
| 7.     | Mohamed Khaldane     | 1  |
| Totaal | Totaal               | 54 |

| #      | Naam           |   |
| ------ | -------------- | - |
| 1.     | Anas Zniti     | 2 |
| 1.     | Zakaria Hadraf | 2 |
| Totaal | Totaal         | 2 |

| #      | Naam       |   |
| ------ | ---------- | - |
| 1.     | Anas Zniti | 1 |
| Totaal | Totaal     | 1 |

### Punten per speelronde
| Speelronde | 1 | 2 | 3 | 4 | 5 | 6 | 7 | 8 | 9 | 10 | 11 | 12 | 13 | 14 | 15 | 16 | 17 | 18 | 19 | 20 | 21 | 22 | 23 | 24 | 25 | 26 | 27 | 28 | 29 | 30 |
| ---------- | - | - | - | - | - | - | - | - | - | -- | -- | -- | -- | -- | -- | -- | -- | -- | -- | -- | -- | -- | -- | -- | -- | -- | -- | -- | -- | -- |
| Punten     | 1 | 3 | 3 | 1 | 3 | 0 | 0 | 1 | 3 | 3  | 3  | 1  | 0  | 3  | 3  | 3  | 0  | 3  | 1  | 0  | 1  | 0  | 1  | 0  | 3  | 1  | 0  | 1  | 3  | 3  |

### Punten na speelronde
| Speelronde | 1 | 2 | 3 | 4 | 5  | 6  | 7  | 8  | 9  | 10 | 11 | 12 | 13 | 14 | 15 | 16 | 17 | 18 | 19 | 20 | 21 | 22 | 23 | 24 | 25 | 26 | 27 | 28 | 29 | 30 |
| ---------- | - | - | - | - | -- | -- | -- | -- | -- | -- | -- | -- | -- | -- | -- | -- | -- | -- | -- | -- | -- | -- | -- | -- | -- | -- | -- | -- | -- | -- |
| Punten     | 1 | 4 | 7 | 8 | 11 | 11 | 11 | 12 | 15 | 18 | 21 | 22 | 22 | 25 | 28 | 31 | 31 | 34 | 35 | 35 | 36 | 36 | 37 | 37 | 40 | 41 | 41 | 42 | 45 | 48 |

### Stand na speelronde
| Speelronde | 1  | 2  | 3  | 4  | 5  | 6  | 7  | 8  | 9  | 10 | 11 | 12 | 13 | 14 | 15 | 16 | 17 | 18 | 19 | 20 | 21 | 22 | 23 | 24 | 25 | 26 | 27 | 28 | 29 | 30 |
| ---------- | -- | -- | -- | -- | -- | -- | -- | -- | -- | -- | -- | -- | -- | -- | -- | -- | -- | -- | -- | -- | -- | -- | -- | -- | -- | -- | -- | -- | -- | -- |
| Stand      | 7e | 2e | 1e | 2e | 1e | 2e | 3e | 3e | 2e | 2e | 2e | 2e | 3e | 3e | 2e | 1e | 2e | 2e | 2e | 3e | 3e | 3e | 6e | 7e | 6e | 6e | 7e | 7e | 6e | 6e |

### Doelpunten per speelronde
| Speelronde | 1 | 2 | 3 | 4 | 5 | 6 | 7 | 8 | 9 | 10 | 11 | 12 | 13 | 14 | 15 | 16 | 17 | 18 | 19 | 20 | 21 | 22 | 23 | 24 | 25 | 26 | 27 | 28 | 29 | 30 | Totaal |
| ---------- | - | - | - | - | - | - | - | - | - | -- | -- | -- | -- | -- | -- | -- | -- | -- | -- | -- | -- | -- | -- | -- | -- | -- | -- | -- | -- | -- | ------ |
| Doelpunten | 1 | 2 | 4 | 1 | 2 | 0 | 1 | 0 | 3 | 3  | 3  | 1  | 0  | 2  | 2  | 4  | 1  | 3  | 1  | 0  | 0  | 1  | 1  | 1  | 3  | 0  | 1  | 0  | 2  | 2  | 45     |

## Transfers
|         | Naam                 | Positie      | Oude club             | Land      | Periode   | Transfersom |
|         | Transfers            | Transfers    | Transfers             | Transfers | Transfers | Transfers   |
| ------- | -------------------- | ------------ | --------------------- | --------- | --------- | ----------- |
| Marokko | Ismail Benlamaalem   | Verdediger   | Ittihad Tanger        | Marokko   | Winter    |             |
| Marokko | Abdeladim Khadrouf   | Middenvelder | Wydad Casablanca      | Marokko   | Winter    |             |
| Marokko | Mounir Obbadi        | Middenvelder | OGC Nice              | Frankrijk | Winter    |             |
| Marokko | Abderrahim Achchakir | Verdediger   | FAR Rabat             | Marokko   | Zomer     |             |
| Marokko | Mouhcine Iajour      | Aanvaller    | Al-Khor               | Qatar     | Zomer     |             |
| Marokko | Zakaria Lahlali      | Middenvelder | Chabab Rif Al Hoceima | Marokko   | Zomer     |             |
| Marokko | Zakaria Hadraf       | Aanvaller    | Difaa El Jadida       | Marokko   | Zomer     |             |
| -       | -                    | -            | -                     | -         | -         |             |
| -       | -                    | -            | -                     | -         | -         |             |
| -       | -                    | -            | -                     | -         | -         |             |
|         | Einde Verhuur        |              |                       |           |           |             |
| Marokko | Anas Soudani         | Middenvelder | Kawkab Marrakech      | Marokko   | Zomer     |             |
| Marokko | Abdelkabir El Ouadi  | Aanvaller    | FAR Rabat             | Marokko   | Zomer     | -           |
| -       | -                    | -            | -                     | -         | -         |             |
| -       | -                    | -            | -                     | -         | -         |             |
| -       | -                    | -            | -                     | -         | -         |             |

| -       | Naam               | Positie      | Nieuwe club              | Land          | Periode   | Transfersom |
|         | Transfers          | Transfers    | Transfers                | Transfers     | Transfers | Transfers   |
| ------- | ------------------ | ------------ | ------------------------ | ------------- | --------- | ----------- |
| Marokko | Jawad El Yamiq     | Verdediger   | Genoa CFC                | Italië        | Winter    | €850.000    |
| Gabon   | Samson Mbingui     | Middenvelder | Tours FC                 | Frankrijk     | Winter    |             |
| Marokko | Issam Erraki       | Middenvelder | AL-Raed Club             | Saoedi-Arabië | Winter    |             |
| Marokko | Mohamed Taouss     | Verdediger   | nnb                      | nnb           | Zomer     |             |
| Marokko | Mohamed Bouldini   | Aanvaller    | IR Tanger                | Marokko       | Zomer     |             |
| Marokko | Omar Mansouri      | Aanvaller    | Olympique Safi           | Marokko       | Zomer     |             |
| Marokko | Anas Soudani       | Middenvelder | Rapide Oued Zem          | Marokko       | Zomer     |             |
| Marokko | Saad Lameti        | Middenvelder | FAR Rabat                | Marokko       | Zomer     |             |
| Marokko | Achraf Zahir       | Middenvelder | Racing Casablanca        | Marokko       | Zomer     |             |
| Gabon   | Johan Lengoualama  | Aanvaller    | Onbekend                 | Onbekend      | Zomer     |             |
| Marokko | Zakaria El Hachimi | Verdediger   | Wydad Casablanca         | Marokko       | Zomer     |             |
| -       | -                  | -            | -                        | -             | -         |             |
| -       | -                  | -            | -                        | -             | -         |             |
|         | Verhuur            |              |                          |               |           |             |
| Marokko | Zouhair El Ouasli  | Aanvaller    | Moghreb Athletic Tétouan | Marokko       | Winter    |             |
| -       | -                  | -            | -                        | -             | -         |             |
| -       | -                  | -            | -                        | -             | -         |             |